# Ross Granville Harrison
 (novembre 2020).
Si vous disposez d'ouvrages ou d'articles de référence ou si vous connaissez des sites web de qualité traitant du thème abordé ici, merci de compléter l'article en donnant les références utiles à sa vérifiabilité et en les liant à la section « Notes et références ».
Pour les articles homonymes, voir Harrison.
Ross Granville Harrison (1870- 1959) est un biologiste et anatomiste américain.
Il utilise de nouvelles méthodes d'investigation en cultivant des tissus en dehors du corps pour la première fois. Il cultiva ainsi des neuroblastes de grenouille dans un milieu de lymphe, et franchit ainsi un premier pas vers la recherche actuelle sur les cellules souches et dérivées.